# Premio Sewall Wright
El Premio Sewall Wright, en inglés Sewall Wright Award es otorgado anualmente por la Sociedad Americana de Naturalistas a un "alto nivel" al investigador activo que haga contribuciones fundamentales a la unificación conceptual de las ciencias biológicas. El premio fue establecido en 1991 y nombrado en honor de Sewall Wright. El destinatario no necesita ser un miembro de la Sociedad o un estadounidense. Una placa y el premio de $ 1000 se entregan en un banquete.

## Premios recientes
- 1992 Russell Lande
- 1993 Joseph Felsenstein
- 1994 Richard C. Lewontin
- 1995 John Maynard Smith
- 1996 Robert T. Paine[2]
- 1997 Douglas J. Futuyma[3]
- 1998 William D. Hamilton[4]
- 1999 Janis Antonovics[5]
- 2000 Montgomery Slatkin
- 2001 Illkka A. Hanski[6]
- 2002 Linda Partridge[7]
- 2003 Mary Jane West-Eberhard[8]
- 2004 Rudolf Raff[9]
- 2005 Robert E. Ricklefs[10]
- 2006 Brian Charlesworth[11]
- 2007 Dolph Schluter[12]
- 2008 Spencer Barrett[13]
- 2009 Michael J. Wade[14]
- 2010 William R. Rice
- 2011 Robert D. Holt
- 2012 Richard E. Lenski
- 2013 Jeanne Altmann
- 2014 Mark Kirkpatrick
- 2015 Sarah Otto